# 吉登伯勒姆
吉登伯勒姆，或譯吉丹巴拉姆，是印度泰米尔纳德邦古達羅爾縣的一座城市。2001年人口58,968，2011年人口62,153。